# Канадская конная полиция против атомных захватчиков
«Канадская конная полиция против атомных захватчиков» (англ. Canadian Mounties vs. Atomic Invaders) — 62-й (по другой системе подсчёта 66-й) киносериал студии Republic Pictures, вышедший на экраны в 1953 году. Несмотря на название, не имеет отношения к научной фантастике, а снят в жанре приключенческого шпионского боевика, поджанр — нортерн о Холодной войне.

## Сюжет
Юкон, вымышленная местность Таньяк. Агент неназванной иностранной державы (очевидно, Советского Союза) по фамилии Марлоф и два его приспешника готовятся возвести в местной глуши ракетную базу для поддержки готовящегося наземного вторжения в США. Они всячески пытаются отвадить местных немногочисленных поселенцев от места их тайной работы, но это у них не особо получается, и в итоге шпионы попадают в поле зрения Конной полиции. Расследовать подозрительную активность отправляются сержант Дон Робертс и оперативница Кэй Конуэй. После многочисленных столкновений полицейских со шпионами, стражам порядка наконец удаётся захватить группу и предать её суду.

## В ролях
- Уильям Генри[англ.] — Дон Робертс, сержант КККП
- Сьюзан Морроу — Кэй Конуэй, оперативница КККП под прикрытием
- Артур Спейс[англ.] — Марлоф, шпион, маскирующийся под Курильщика Джо, дряхлого зверолова
- Дейл Ван Сискел[англ.] — Бек, приспешник Марлофа
- Майк Рэган[англ.] — Рид, приспешник Марлофа
- Пьер Уаткин[англ.] — Моррисон, комиссар КККП (в 1 и 10—12 эпизодах)
- Стэнли Эндрюс — Андерсон (в 1—5 и 10 эпизодах)
- Хэнк Паттерсон[англ.] — Джед Ларсон, зверолов (в 2—5 эпизодах)
- Эдмунд Кобб[англ.] — Уорнер, поселенец (в 1—5 и 10 эпизодах)
- Джин Райт — Бетти Уорнер, его жена (в 1—5 и 10 эпизодах)
- Гэйл Келлогг — Гай Сандерс, капрал КККП (в 1 и 5—7 эпизодах)
- Том Стил[англ.] — Мак, приспешник Марлофа, водитель грузовика (в 8 эпизоде)
- Гарри Лоутер[англ.] — констебль Кларк (в 12 эпизоде)

### В титрах не указаны
- Джордж ДеНорманд[англ.] — Эд Питерс, владелец лодки (в 9 эпизоде)
- Фред Грэм — Мейсон, приспешник Марлофа (в 1—2 и 10 эпизодах)
- Кэри Лофтин[англ.] — Launch Heavy 2 (в 6 эпизоде)
- Боб Ривс[англ.] — бармен (в 1 и 10 эпизодах)
- Дэвид Шарп[англ.] — приспешник Марлофа (архивная съёмка[англ.])

## Производство и показ
По сюжету действие сериала происходит на Юконе, однако он был полностью снят в Калифорнии, в частности, в национальном лесу Сан-Бернардино и на берегах водохранилища Большое Медвежье. В некоторых моментах для показа настоящего Юкона были использованы архивные съёмки из ленты «Зов Юкона» (1938), сериалов «Хозяин царства гор» (1940) и «Король гор» (1942).
Бюджет сериала составил 172 795 долларов (167 669 долларов без учёта затрат на рекламу и промоушен), это стал один из самых дешёвых киносериалов Republic Pictures. Его съёмки проходили с 24 марта по 13 апреля 1953 года, премьера состоялась 8 июля того же года в кинотеатрах, а в 1966 году он был адаптирован в телефильм под названием «Ракетная база в Таньяке» и показан по телевидению.

## Эпизоды
Сериал состоит из 12 эпизодов. Продолжительность первого — 20 минут ровно, всех остальных — по 13 минут 20 секунд. 10-й эпизод является нарезкой из предыдущих серий.
1. Арктические козни (англ. Arctic Intrigue)
2. Убийство или несчастный случай? (англ. Murder or Accident?)
3. Клыки смерти (англ. Fangs of Death)
4. Подземный ад (англ. Underground Inferno)
5. Стремление к разрушению (англ. Pursuit to Destruction)
6. Ловушка в лодке (англ. The Boat Trap)
7. Пламя против пистолета (англ. Flame Versus Gun)
8. Шоссе ужаса (англ. Highway of Horror)
9. Обречённый груз (англ. Doomed Cargo)
10. Человеческая добыча (англ. Human Quarry)
11. Механическое убийство (англ. Mechanical Homicide)
12. Пещера мести (англ. Cavern of Revenge)

## Клиффхэнгерыи решения
Как и в любом киносериале того времени, каждый эпизод (кроме последнего) заканчивается тем, что положительный герой или герои находятся в крайне затруднительном положении, а чаще даже на краю гибели, и совершенно неясно, как они будут выпутываться из этой безнадёжной ситуации, после чего серия обрывается «на самом интересном месте». В самом начале следующего эпизода зритель узнаёт, каким образом была решена проблема.
1. Бек хоронит Дона и Кэй под лавиной. — Дон и Кэй выживают.
2. Дона заманивают в ловушку и он проваливается в замаскированную шахту. — Дон в падении успевает ухватиться за торчащий корень и выбирается обратно.
3. Бек нокаутирует Дона и приказывает своей главной ездовой собаке убить его. — Толстая куртка Дона не даёт псу растерзать его сразу, а затем появляется Кэй, разгоняющая стаю выстрелами.
4. Дон оказывается в пещере, полной горящих боеприпасов, которые начинают взрываться. — Дон в последнюю секунду успевает выбежать из пещеры.
5. Во время погони у автомобиля Дона лопается шина, и он, потеряв управление, падает с утёса. — Дон в последнюю секунду успевает выпрыгнуть из автомобиля.
6. На переправе главные герои попадают под гранатную атаку Бека. — Главные герои в последнюю секунду успевают прыгнуть за борт, их лодка взрывается.
7. Бек стреляет в Дона, и он падает с утёса. — Дон падает в реку и выживает, так как пуля застряла в патронташе.
8. Кэй теряет сознание в машине, которая врезается и взрывается. — Проезжающий рядом Дон спасает Кэй.
9. Лодка, на которой плывёт Дон, врезается в скалы. — Дон в последнюю секунду успевает выпрыгнуть из лодки.
10. Дон попадает в медвежий капкан, а при попытке освободиться на него падает «шипастый мертвец». — Дон не даёт упасть «мертвецу» с помощью полена, затем Кэй освобождает его.
11. Марлоф врезается на автомобиле в скалу, где прячется Дон, и всё падает с утёса. — Дон падает в реку и выживает.

## Критика
- «Это очень интересный, быстро развивающийся сериал с большим количеством скоростных автомобилей и хорошо сделанным задним фоном, а также с несколькими эффектными честными клиффхэнгерами… Марлофф очень достоверно маскируется под дряхлого зверолова… демонстрируя актёрскую разносторонность»[4].
- «Сериал эффективно использует интересный ассортимент архивных съёмок, в то время как его оригинальные кадры более чем адекватны; он также имеет хороший актёрский состав и ряд хороших съёмок на месте. Однако сериал в конечном счете выходит неинтересным, и даже иногда непреднамеренно комичным, из-за сочетания низкого бюджета с центральной предпосылкой, которая слишком грандиозна для указанного бюджета. Даже по фантастическим стандартам сериального жанра сценарий Рональда Дэвидсона для „Захватчиков…“ совершенно невероятен. С натяжкой можно согласиться с мыслью, что „иностранная держава“ (очевидно, Советский Союз) будет полагаться на скрытые ракетные базы, расположенные внутри мощной антисоветской страны, чтобы поддержать наземное вторжение в США, даже если эта схема кажется довольно рискованной в военном отношении. Однако слишком трудно смириться с мыслью, что эта деликатная и жизненно важная операция будет поручена одному-единственному агенту, который, в свою очередь, может позволить себе нанять лишь двух головорезов, чтобы помочь ему. Если бы эти ребята были вовлечены в менее амбициозную шпионскую авантюру времен Холодной войны, например, добывали уран в канадских дебрях и вывозили его контрабандой, то их малочисленность показалась бы гораздо менее нелепой. Банда Марлофа не только недоукомплектована, она также терпит неудачи так часто, что кажется либо неумелой, либо безнадежно неудачливой. Контраст между грандиозностью планов злодеев и их жалким успехом в конечном итоге заставляет Марлофа казаться обречённым и бредовым дураком, который откусил гораздо больше, чем может прожевать, а не „самым опасным человеком в Канаде“, как называет его комиссар конной полиции в финальном эпизоде. Сериал можно смотреть, но он слишком плохо продуман в плане заговоров. Несмотря на солидные усилия со стороны режиссёра, актёров и монтажёров, зрителю просто трудно стать особенно вовлеченным в борьбу сержанта Робертса против смущающе не-угрожающих „захватчиков“»[1].